# Elsa Cavelti
Elsa Cavelti (* 4. Mai 1907 in Rorschach; † 10. August 2001 in Basel) war eine Schweizer Sängerin (Alt, Mezzosopran) und Gesangspädagogin.

## Leben
Elsa Cavelti ist die Tochter des Zeitungsverlegers Johann Mathias Cavelti.
Sie erhielt ihre Gesangsausbildung zunächst in Zürich, ausserdem in Deutschland und Österreich. 1936 debütierte sie am Stadttheater Kattowitz und  wechselte 1938 nach Frankfurt am Main. Engagements am Oberschlesischen Landestheater Beuthen (1939–1942) und Opernhaus Düsseldorf (1942–1944) sowie der Semperoper  (1944) folgten, bis sie 1944 in die Schweiz zurückkehrte.
In ihrer Heimat wirkte sie 1944 am Theater Basel,  anschliessend am Opernhaus Zürich. Neben ihren Engagements an Opernhäusern trat sie bei Gastspielen u. a. in Belgien, Frankreich, Italien, Großbritannien, Argentinien und den USA auf.
1959 nahm sie ein zweites Gesangsstudium in Basel auf und wechselte ins hochdramatische Sopranfach. 1966 sang sie auch bei den Bayreuther Festspielen. Sie war als Oratoriensängerin erfolgreich, nahm Schallplatten auf und wirkte als Gesangspädagogin. Ab 1970 lehrte sie an der Hochschule für Musik und Darstellende Kunst Frankfurt am Main und später in Basel. Zu ihren Schülerinnen zählen Mechthild Bach, Claudia Eder, Gabriele Schnaut und Ortrun Wenkel.
Elsa Cavelti starb 2001 in Basel.